# روبرتو اوروتیا
روبرتو اوروتیا (اسپانیایی: Roberto Urrutia‎؛ زادهٔ ۷ دسامبر ۱۹۵۷) وزنه‌بردار اهل کوبا بود. وی در بازی‌های المپیک تابستانی ۱۹۷۶، ۱۹۸۸ و ۱۹۹۲ شرکت کرده‌است.